# Station Poppleton
Poppleton is een spoorwegstation van National Rail in Upper Poppleton, York in Engeland. Het station is eigendom van Network Rail en wordt beheerd door Northern Rail. 